# Фили (дим)
Фили́ (греч. Δήμος Φυλής) — община (дим) в периферийной единице Западной Аттике в Греции. В 2011 году по программе Калликратиса произошло слияние общин Фили, Ано-Льосия и Зефирион.  Население общины — 45 965 человек по переписи 2011 года. Площадь общины — 109,128 км². Плотность — 421,2 человек на квадратный километр. Административный центр — Ано-Льосия. Димархом на местных выборах 2014 года выбран Христос Папоис (Χρήστος Παππούς).

## История
Община Фили создана в 1840 году. До этого времени территория общины входила в состав общины Ахарне. Община называлась Филасио (Φυλάσιο). Административным центром был город Хасья (Χασιά). Община оставалась неизменной до административной реформы 1912 года, когда крупные общины (димы) были заменены более мелкими сообществами. Вновь образованное сообщество называлось Хасья, позже — Фили. В 1990 сообщество Фили было признано как община (дим). В 2011 году по программе Калликратиса к общине Фили были присоединены общины Ано-Льосия и Зефирион.

## География
Граничит  с общиной Танагра на северо-западе, с Оропос — на севере, с Ахарне — на востоке, с общинами Петруполис, Илион и Айи-Анарьири — Каматерон на юге, с Аспропиргос — на западе.

## Административное деление
Община (дим) Фили делится на 3 общинные единицы.
| Общинная единица | Общинное сообщество | Населённый пункт                    | Население (2011), человек | Площадь, км² |
| ---------------- | ------------------- | ----------------------------------- | ------------------------- | ------------ |
| Ано-Льосия       | Ано-Льосия          | Ано-Льосия                          | 33 565                    | 38,447       |
| Зефирион         | Зефирион            | Зефирион                            | 9454                      | 1,400        |
| Фили             | Фили                | Монастырь Успения Богородицы Клиста | 9                         | 69,281       |
| Фили             | Фили                | Фили                                | 2937                      | 69,281       |
| Фили             | Фили                | 2946                                |                           | 69,281       |

## Население
| Год  | Население, человек | Население, человек | Население, человек | Население, человек |
| Год  | О. е. Ано-Льосия   | О. е. Зефирион     | О. е. Фили         | Община Фили        |
| ---- | ------------------ | ------------------ | ------------------ | ------------------ |
| 1991 | 21 925             | 8883               | 2923               |                    |
| 2001 | 27 305             | 9130               | 2702               |                    |
| 2011 |                    |                    |                    | ↗ 45 965           |